# Joan Josep Nuet
Joan Josep Nuet Pujals (Reus, Tarragona, 6 de agosto de 1964) es un político de izquierdas español, excoordinador general de Esquerra Unida i Alternativa (EUiA) y exsecretario general de Comunistas de Cataluña, partido al que sigue vinculado como miembro de su dirección.
Fue también Diputado y Secretario tercero de la Mesa del Parlamento de Cataluña entre 2015 y 2017, por la coalición electoral Catalunya Sí Que Es Pot. Desde el 17 de enero de 2018 es diputado en el Parlamento de Cataluña en la XII legislatura por la coalición electoral Cataluña en Común-Podemos.
Después de la crisis vivida en el seno de Cataluña en Común, en octubre de 2018 Nuet y Comunistas de Cataluña fueron impulsores de Soberanistas, corriente crítica con el nuevo rumbo de los comunes. El 15 de marzo de 2019 fue suspendido de militancia de Cataluña en Común. El 18 de marzo anunció que dejaba su escaño en el Parlamento y los Comunes. A lo largo de este proceso, Soberanistas acaba convirtiéndose en una organización política que, acompañada por Comunistas de Cataluña, se desvincula de los comunes y llega a un acuerdo electoral con ERC. Joan Josep Nuet y Adelina Escandell Grases fueron los representantes de Soberanistas en el Congreso de Diputados y el Senado, respectivamente.

## Biografía
Se licenció en Geografía e Historia en la Universidad de Barcelona. Ingresó en el Partido de los Comunistas de Cataluña (PCC) en 1986. Fue Secretario General de los CJC - Joventut Comunista.
Fue elegido concejal de Moncada y Reixach en 1991, permaneciendo en la corporación municipal hasta 2003. Durante las dos primeras legislaturas fue primer teniente de alcalde y portavoz del gobierno municipal.
Participó en la creación de Esquerra Unida i Alternativa (EUiA), el referente de Izquierda Unida (IU) en Cataluña, de cuyos Comisión Nacional y Consejo Nacional es miembro, desarrollando responsabilidades de Política Municipal, Organización y en este momento de Acción Política. Participó en las negociaciones del acuerdo de coalición entre EUiA e Iniciativa per Catalunya Verds (ICV) en 2002 y pertenece al Consejo de Gobierno de dicha coalición. En las elecciones generales del 14 de marzo de 2004 fue el número tres de la lista por Barcelona de ICV-EUiA. No consiguió el escaño al conseguirse sólo dos escaños. En diciembre de 2004, el PCC apoyó la reelección de Gaspar Llamazares como coordinador general de Izquierda Unida (VIII Asamblea). Nuet fue elegido miembro del Consejo Político Federal y formó parte de la Presidencia Ejecutiva Federal y de la Comisión Permanente Federal, como coordinador ejecutivo del Área Interna y Organización.
En diciembre de 2006 fue nombrado senador de designación autonómica por el Parlamento de Cataluña, integrándose en el grupo parlamentario de la Entesa Catalana de Progrés. En las elecciones generales del 9 de marzo de 2008 fue de nuevo el número tres de la lista de ICV-EUiA por Barcelona, sin conseguir, de nuevo, el escaño (sólo se consiguió uno por esta circunscripción). Tras estas elecciones, Nuet fue ratificado por el Parlamento de Cataluña como senador.
Joan Josep Nuet fue muy activo durante la IX Asamblea de Izquierda Unida, que tuvo lugar en noviembre de 2008, y en el proceso de elección del sucesor de Gaspar Llamazares como coordinador general de Izquierda Unida, tras su dimisión a raíz de los malos resultados obtenidos por IU en las elecciones generales de 2008. Nuet era uno de los dirigentes de una de las tendencias de Izquierda Unida, la denominada Nacional II, que agrupaba a los sectores mayoritarios de la Comunidad de Madrid, Aragón y Cataluña, y que en anteriores procesos electorales dentro de Izquierda Unida habían apoyado a Gaspar Llamazares. En la IX Asamblea, la Nacional II postuló a Nuet como candidato a coordinador general, obteniendo en la IX Asamblea un 19,2% de los votos (frente al 43,1% de Cayo Lara, del PCE, y 27,1% de Inés Sabanés, llamazarista). Ante la imposibilidad de elegir un candidato en la Asamblea, fue finalmente el Consejo Político quien eligió al coordinador general. Aunque en las conversaciones previas se barajó la posibilidad de que la Nacional II apoyase al candidato llamazarista, Eberhard Grosske, finalmente los dirigentes madrileños dirigidos por Ángel Pérez decidieron apoyar al candidato del PCE, Cayo Lara. A pesar de ello, Nuet se presentó como candidato a la votación del Consejo Político obteniendo un 17,36% de los votos de los 180 miembros del comité.
Tras la IX Asamblea, Nuet es miembro del Consejo Político Federal y de la Comisión Ejecutiva Federal de Izquierda Unida, como responsable del área de Coordinación Interna. En diciembre de 2010, pasa a ser secretario de Coordinación de los Grupos y Políticas Parlamentarias.
Durante la invasión del ejército israelí a Gaza en diciembre de 2008 y enero de 2009, fue el único cargo electo español que se embarcó en un barco de la asociación Free Gaza, que pretendía llevar ayuda humanitaria desde Chipre a Gaza. Sin embargo, ante las continuas amenazas de fuego de la marina israelí, el barco tuvo que retirarse.
En el XII congreso del Partit dels Comunistes de Catalunya, celebrado el 23 y 24 de enero de 2010, Nuet fue elegido secretario general del PCC por unanimidad.
El 8 de febrero de 2011 fue destituido como senador por el Parlamento de Cataluña. Joan Saura de ICV fue su sustituto. En las elecciones generales de 2011, resultó elegido diputado por Barcelona por la coalición ICV-EUiA, causando baja en 2015. Elegido diputado del Parlamento de Cataluña por Barcelona en las elecciones autonómicas de 2015, fue diputado desde octubre de ese año, hasta su disolución el 28 de octubre de 2017.
El 8 de abril de 2017 fue elegido miembro de la Comisión ejecutiva de Catalunya en Comú en la asamblea fundacional de este partido político, en la que lleva a cabo funciones de coordinación del órgano. El mismo año en las elecciones al Parlamento de Cataluña de 2017 fue elegido diputado por la coalición Catalunya en Comú - Podem.
Desde el 7 de septiembre de 2017 está investigado por la Fiscalía del Tribunal Superior de Justicia de Cataluña por tramitar en el Parlamento de Cataluña un proyecto de ley de referéndum de autodeterminación a través de un procedimiento de urgencia que fue declarado nulo por el Tribunal Constitucional El 8 de septiembre, la Fiscalía exigía fianza para garantizar los gastos que pueda causar al erario público, que cifra en 6,2 millones de euros.
Comunistas de Cataluña y su secretario General, Joan Josep Nuet, fueron los impulsores de Sobiranistes, junto a distintas personas independientes de la dirección de los comunes, como Elisenda Alamany. Esta formación se creó como corriente crítica dentro de Cataluña en Común, hasta que se constituye como organización política independiente de la mano de la dirección comunista y de los independientes que la conformaron. En febrero de 2019 Elisenda Alamany anunció que se convertiría en partido. Alamany en octubre de 2018 renunció a ser portavoz del grupo de los "comuns" y en febrero de 2019 abandonó el grupo parlamentario. Alamany y su entorno formaron parte de Sobiranistas hasta que, para integrarse en las listas de ERC en Barcelona, forman el partido Nova, a diferencia de los comunistas que deciden no apoyar a los republicanos en las elecciones municipales de Barcelona. 
Después del debate y aprobación en el Comité Central de Comunistas de Cataluña,, Sobiranistas llega a un acuerdo con Esquerra Republicana de Catalunya (ERC) para presentarse conjuntamente en las elecciones generales. El 14 de marzo de 2019 Esquerra Republicana de Catalunya hizo públicas sus listas para las elecciones generales de España y se anunció que se había reservado a Nuet el puesto número 4 de la lista que encabeza Oriol Junqueras. El 15 de marzo la presidenta de los comunes en el Parlamento, Jéssica Albiach, explicó que Nuet había sido suspendido de militancia de Catalunya en Comú, expulsado del grupo y se le había exigido que “por coherencia y ética” dejara su acta de diputado. El 18 de marzo Nuet anunció que dejaba el acta de diputado y a los comunes, aliándose con Esquerra Republicana de Catalunya en el marco de la coalición con Soberanistes.  Una vez conocidas las intenciones de Nuet y Comunistas de Cataluña de firmar una coalición electoral con ERC, se dieron reacciones contrarias a ello, principalmente en IU y PCE, como es la de Enrique Santiago que consideró que ese espacio político no debería ser «soberanista ni independentista, sino de Estado federal, republicano y unitario». Posteriormente, Nuet deja la coordinación y la militancia en EUiA, donde sería sustituido por su mano derecha, Héctor Sánchez Mira, quien también lo sustituiría en la Secretaría General de Comunistes de Catalunya en el congreso de 2020.

## Causa judicial
El Tribunal Supremo admitió a trámite el martes 31 de octubre de 2017, la querella presentada por la Fiscalía por rebelión, sedición y malversación contra cinco exmiembros de la Mesa del Parlament, Carme Forcadell (expresidenta del Parlamento), Lluís Corominas, Anna Simó, Lluís Guinó, Ramona Barrufet, y contra el secretario Joan Josep Nuet, por haber aprobado la admisión a trámite de la Ley de Referéndum y haber permitido el debate de la misma, a través de un procedimiento de urgencia que fue declarado nulo por el Tribunal Constitucional, vulnerando en dicho acto los derechos de participación de los partidos políticos de la oposición y falseando la publicación de dicho Proyecto, ya que el secretario general del Parlamento se negó a tramitarlo por inconstitucional. El Supremo (TS) designó como instructor de la misma al magistrado Pablo Llarena, que citó a los querellados los días 2 y 3 de noviembre de 2017 para tomarles declaración.
El 2 de noviembre de 2018 se hizo público que la Fiscalía pide para él la pena de 10 meses de multa y 1 año y 8 meses de inhabilitación para la política por la causa del 1-O El 9 de abril de 2021 fue condenado por el Tribunal Supremo a ocho meses de inhabilitación para cargo público por un delito de desobediencia grave, condena que comportaba que dejar el escaño en el Congreso de los Diputados. A lo largo de todo el proceso judicial, Joan Josep Nuet recibió el apoyo de distintos sectores, así como de fuerzas de izquierdas y partidos comunistas del ámbito internacional.
Durante su inibilitación, Nuet trabaja como profesor de secundaria. En noviembre de 2022,  se incorpora al gobierno de la Generalidad de Cataluña como director general de Relaciones Institucionales, en el marco de la remodelación del gobierno por parte de ERC, después de la salida de Junts per Catalunya del ejecutivo, en el que se incorporan otras figuras de la izquierda como Gemma Ubasart, Mireia Boya o Maties Serracant.